# Martin Gosselin
Sir Martin le Marchant Hadsley Gosselin (Hertford, 2 novembre 1847 – Lisbona, 26 febbraio 1905) è stato un diplomatico inglese.

## Biografia
Gosselin nacque a Walfield, nei pressi di Hertford. Era il nipote dell'ammiraglio Thomas Le Marchant Gosselin e primogenito di Martin Hadsley Gosselin, e di sua moglie Frances Orris, figlia dell'ammiraglio Sir John Marshall. Studiò all'Eton College e al Christ Church (Oxford).

## Carriera
Entrò nel servizio diplomatico nel 1868, e dopo aver lavorato al Foreign Office britannico è stato nominato addetto a Lisbona nel 1869. È stato trasferito a Berlino nel 1872, dove rimase fino a quando divenne secondo segretario a San Pietroburgo nel 1874. È stato trasferito da San Pietroburgo a Roma nel 1879, è tornato a San Pietroburgo l'anno successivo, e a Berlino nel 1882. Nel 1885 è stato promosso a segretario di Legazione, ed è stato nominato a Bruxelles, fino al 1892.
Nel novembre del 1887 è stato nominato segretario del Duca di Norfolk in missione speciale da Papa Leone XIII in occasione del Giubileo del pontefice. Nel luglio 1890 ha firmato la convenzione per l'istituzione del Unione internazionale per la pubblicazione delle tariffe doganali.
È stato anche impiegato come uno dei segretari nella conferenza internazionale per la soppressione del commercio degli schiavi africani, che sedeva a Bruxelles (1889-1890) e ha portato alla legge generale del 2 luglio 1890.
Nel mese di aprile 1892 è stato promosso a segretario di ambasciata a Madrid, è stato trasferito a Berlino l'anno successivo, e nel 1896 a Parigi, ricevendo in quest'ultimo posto rango titolare di ministro plenipotenziario. Nel 1897 è stato selezionato per discutere con i commissari francesi sulla questione dell'emigrazione dall'India britannica, e in questo e l'anno seguente ha servito come uno dei membri britannici del commissione anglo-francese per la delimitazione dei possedimenti e delle sfere di influenza dei due paesi ad est e ad ovest del fiume Niger. La disposizione è arrivato alla commissione ed è stato incarnato in una convenzione firmata a Parigi il 14 giugno 1898, e ha fornito una soluzione sulle questioni che avevano gravemente minacciato i buoni rapporti tra i due paesi.
Dal luglio 1898 ad agosto 1902 è stato Assistente Sottosegretario di Stato per gli Affari Esteri, ed è stato poi inviato a Lisbona come ambasciatore, una carica che ha ricoperto fino alla sua morte. Prima della sua morte inaspettata fu un probabile candidato per essere il prossimo ambasciatore britannico a Vienna.

## Matrimonio
Sposò, il 10 agosto 1880, Katherine Frances Gerard (1856-19 aprile 1924), figlia di Robert Gerard, I barone Gerard. Ebbero quattro figli:
- Mary Frances Emma Gosselin (1881-6 aprile 1954), sposò Frederick Gerard, III barone Gerard, ebbero cinque figli;
- Alwyn Bertram Robert Raphael Gosselin;
- Elaine Gosselin (1891-1964), sposò Henry Smyth-Osbourne, ebbero due figlie;
- una figlia.

## Morte
Morì il 26 febbraio 1905 a causa delle ferite riportate in un incidente automobilistico.